# フィリップス・アカデミー

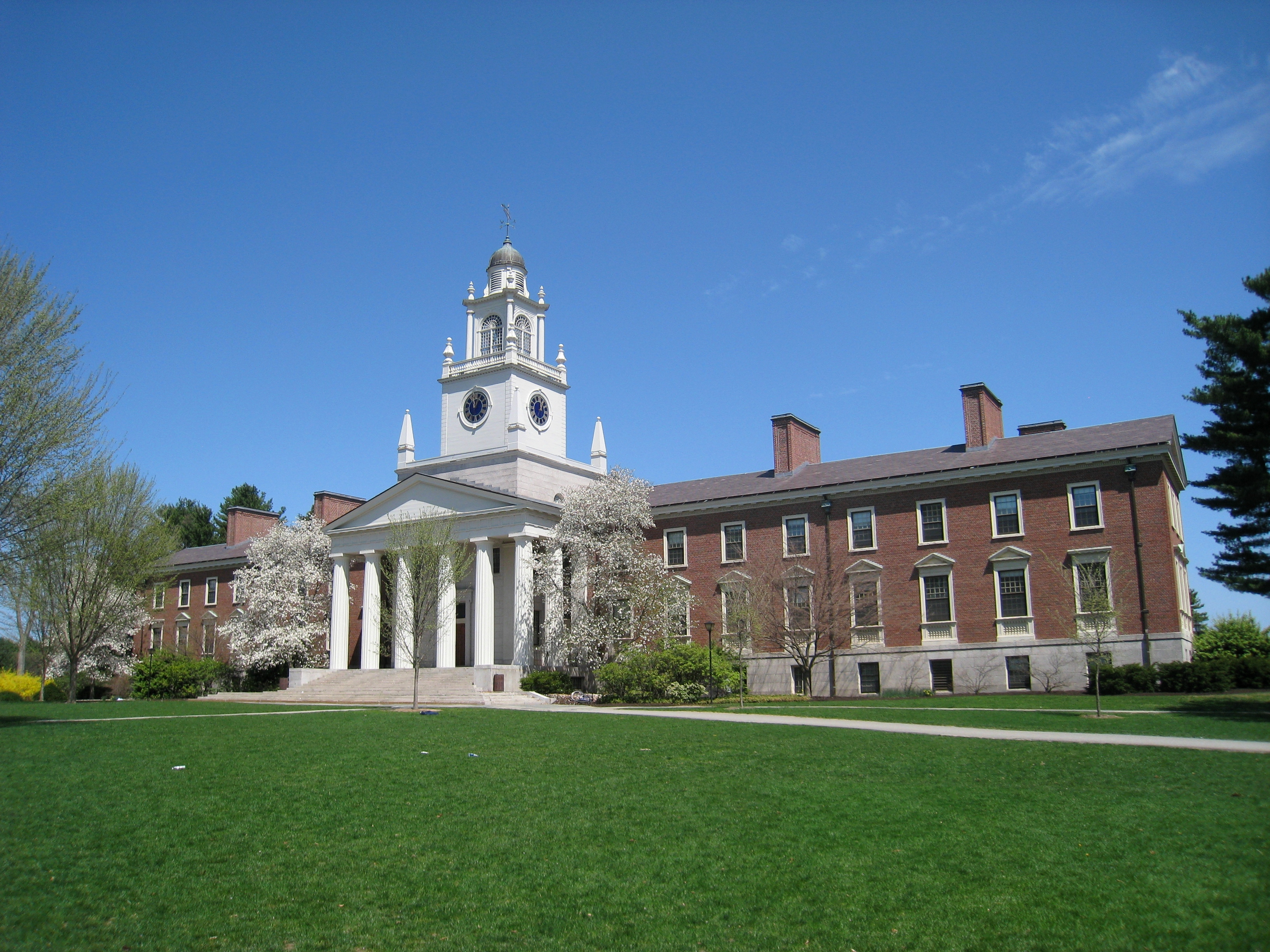

フィリップス・アカデミー（Phillips Academy, PA）は、アメリカ合衆国マサチューセッツ州アンドーヴァーにある私立共学のボーディングスクール。フィリップス・アカデミー・アンドーヴァー (Phillips Academy, Andover)、ピーエイ・アンドーヴァー (PA Andover) としても知られる。またアンドーヴァーの地名は全米各地にあるものの、単にアンドーヴァーというと、通常は本校のことを指すことが多い。
独立戦争中の1778年に男子校として設立。1973年には隣接する名門女子校アボット・アカデミー（1829年設立）と合併、男女共学となる。
超一流の名門校として知られ、アイビー・リーグを始めとする有名大学への入学者が多い。

## 関係者
著名な出身者
以下、卒業年次順。中退者等例外あり。
- 1867年 新島襄（ジョセフ・ハーディ・ニーシマ） 同志社創設者
- 1883年 ヘンリー・スチムソン 陸軍長官・フィリピン総督
- 1890年頃、中退 成瀬仁蔵 日本女子大学創設者
- 1894年 エドガー・バローズ 作家、『ターザン』の著者
- 1912年 アダム・ギンベル 実業家、サックス・フィフス・アベニュー社長
- 1920年 ハンフリー・ボガート 俳優
- 1931年 ライマン・スピッツァー 理論天体物理学者、宇宙望遠鏡の提唱者
- 1942年 ジョージ・ブッシュ 第41代アメリカ合衆国大統領
- 1943年 ジャック・レモン 俳優
- 1953年 ピーター・シャーメイエフ 建築家、大阪海遊館などを設計
- 1963年 山田忠孝（ターチ・ヤマダ） ゲイツ財団世界衛生部門長
- 1964年 ジョージ・W・ブッシュ 第43代アメリカ合衆国大統領
- 1969年 トーマス・メゼロウ 弁護士、マイケル・ジャクソンを弁護
- 1971年、中退 ジェブ・ブッシュ 第43代フロリダ州知事
- 1976年 スーザン・チラ ジャーナリスト、『ニューヨーク・タイムズ』編集局次長
- 1978年、中退 ジェイムズ・スペイダー 俳優
- 1979年 JFK ジュニア　弁護士、雑誌『George』編集長
- 1998年 森研 森英恵の孫、『WWD JAPAN.com』編集長
- 2002年 クリス・ヒューズ 起業家、facebook発起人の一人